# کالا (آلبوم موسیقی)
«کالا» (به انگلیسی: Kala) آلبومی از هنرمند اهل بریتانیا ام.آی.ای. است که در ۸ اوت ۲۰۰۷ منتشر شد.